# Cumberland (Colombie-Britannique)
Pour les articles homonymes, voir Cumberland.
Cumberland est un village de la Colombie-Britannique situé dans le district régional de Comox-Strathcona à l'est de l'île de Vancouver. Au recensement de 2006, on y a dénombré une population de 2 762 habitants.

## Démographie
| 2001  | 2006  | 2011  | 2016  |
| ----- | ----- | ----- | ----- |
| 2 633 | 2 762 | 3 398 | 3 753 |

## Personnalités
- Robert Grant (1854-1935), député provincial et maire de 1902 à 1903
- Lewis Alfred Mounce (1857-1935), député provincial et maire de 1897 à 1898